# Этельред I (король Восточной Англии)
Этельред I (англ. Æthelred I) — полуисторический король Восточной Англии, англосаксонского королевства, которое сегодня включает в себя английские графства Норфолк и Суффолк. Возможно, он правил между 760 и 790 годами, управляя королевством во время правления Оффы из Мерсии.
О чеканке монет во времена Этельреда ничего не известно, и единственные исторические источники, в которых он упоминается - Житие святого Этельберта и царственные списки Вильяма Мальмсберийского, датируемые периодом после нормандского завоевания Англии. Легендарные повествования об Этельберте повествуют о том, что Этельред и его королева Леофруна жили в Беодрисворте, ныне Бери-Сент-Эдмундс, что в Суффолке.
Этельред был отцом Этельберта II, который стал следующим королём в 770-х годах.